# Shigeo Yaegashi
Shigeo Yaegashi (n. 24 martie 1933, Hanamaki, Prefectura Iwate, Japonia – d. 2 mai 2011, Tama, Japonia) a fost un fotbalist japonez.

## Statistici
| Japonia | Japonia | Japonia |
| An      | Meciuri | Goluri  |
| ------- | ------- | ------- |
| 1956    | 3       | 0       |
| 1957    | 0       | 0       |
| 1958    | 2       | 0       |
| 1959    | 5       | 0       |
| 1960    | 1       | 0       |
| 1961    | 7       | 2       |
| 1962    | 7       | 3       |
| 1963    | 5       | 4       |
| 1964    | 2       | 2       |
| 1965    | 4       | 0       |
| 1966    | 2       | 0       |
| 1967    | 3       | 0       |
| 1968    | 4       | 0       |
| Total   | 45      | 11      |